# Cadel Evans
Pour les articles homonymes, voir Evans.
Cadel Evans, né le 14 février 1977 à Katherine dans le Territoire du Nord, est un coureur cycliste professionnel australien. Ancien VTTiste de premier plan (vainqueur de la coupe du monde à deux reprises), il s'est converti au cyclisme sur route. À la fois bon grimpeur et rouleur, il a remporté le Championnats du monde de cyclisme sur route en 2009, le Tour de Romandie en 2006 et en 2011 et le UCI ProTour 2007. Figurant parmi les favoris des grands tours auxquels il participe, il s'est classé deuxième du Tour de France en 2007 et 2008, troisième du Tour d'Espagne 2009 et du Tour d'Italie 2013. En 2011, il est le premier Australien vainqueur du Tour de France. Il fait partie des 25 coureurs ayant porté les trois maillots de leader sur les grands tours. Il prend sa retraite sportive en février 2015.

## Biographie

### Les débuts
Cadel Evans découvre le Tour de France en 1991 lors de sa diffusion par la télévision australienne. Il s'oriente ensuite vers le cyclisme avec tout d'abord le cross-country. En 1993, Cadel Evans alors âgé de 16 ans, remporte le titre de champion d’Australie cadets de cross-country. En 1994, il remporte la médaille d’argent en cross-country juniors et le titre de champion d’Australie juniors de cross-country. En 1995, il remporte deux médailles de bronze en cross country junior et en contre-la-montre de même catégorie. En 1996, à 19 ans, il se fait remarquer en étant sélectionné pour les Jeux olympiques, où il finit neuvième. Au championnat du monde espoir la même année, il termine troisième. Il remporte son troisième titre de champion d’Australie de cross-country, le premier en élite.
En 1997, âgé de 20 ans, il remporte deux manches de coupe du monde et termine troisième au classement général. Il remporte une nouvelle fois le titre de champion d’Australie de cross-country. Au championnat du monde, il décroche la médaille d’argent, toujours en espoirs. En 1998, il remporte la coupe du monde de cross-country et trois manches. En 1999, il ne remporte qu’une seule manche de coupe du monde, mais assure l’essentiel en remportant une nouvelle fois le classement général. En 2000, il remporte deux nouvelles manches mais ne termine que septième du classement général. Pour ses deuxièmes Jeux olympiques, il termine septième, à 4 minutes 29 de Miguel Martinez. En 2001, il remporte une quatrième et dernière médaille en argent au relais mixte des championnats du monde.

### 2001: première année sur route avec Saeco
Après avoir été stagiaire au sein de l'équipe de cyclisme sur route Saeco-Cannondale en 1999, il signe un premier contrat professionnel avec cette même équipe, désormais nommée Saeco, pour la saison 2001. Il se montre à son avantage dès cette première année : il remporte le Brixia Tour et le Tour d'Autriche. Bon grimpeur, il s'y impose au Kitzbüheler Horn.

### 2002: Mapei
Grâce à ses bons résultats, Cadel Evans est recruté en novembre 2001 par la prestigieuse équipe Mapei-Quick Step. Sa première course avec son nouvel employeur est le Tour Down Under, en Australie. Il y remporte la cinquième étape grâce à une attaque à moins de deux kilomètres de l'arrivée. Déjà offensif les jours précédents, il remporte le classement de la montagne et, avec notamment Daniele Nardello et Andrea Tafi, permet à la Mapei-Quick Step de s'imposer au classement par équipes.
En mars, il est auteur d'une 10e place sur Paris-Nice , après d'être classé second à l'arrivée au col d'Èze derrière Dario Frigo. Il obtient d'autres bons résultats sur les courses par étapes au printemps : 3e de la Semaine internationale Coppi et Bartali, 6e du Tour du Pays basque et 3e du Tour de Romandie. Entretemps, il se classe 37e d'un Liège-Bastogne-Liège dominé par la Mapei avec Paolo Bettini et Stefano Garzelli aux deux premières places.
La révélation de Cadel Evans intervient lors du Tour d'Italie, son premier grand tour. Il y participe en tant qu'équipier de Garzelli pour la montagne. Au troisième jour de course, Evans lance le leader italien vers la victoire d'étape et la conquête du maillot rose à Liège. Après un nouveau succès à Limone Piemonte, Garzelli perd son maillot rose, puis est exclu du Giro en raison d'un contrôle antidopage positif à la probénicide. Evans est dès lors le coureur Mapei-Quick Step le mieux placé au classement général (13e). Sa deuxième place acquise au sommet à San Giacomo (13e étape) lui permet de se hisser en cinquième position. Le lendemain, il n'est battu que par Tyler Hamilton et Serhiy Honchar en contre-la-montre et n'a plus que 48 secondes de retard sur le leader Jens Heppner. Evans s'empare du maillot rose de leader deux étapes plus tard, après la première étape des Dolomites. La journée suivante est cependant beaucoup plus difficile : terminant l'ascension finale à plus d'un quart d'heure des leaders, il cède le maillot à Paolo Savoldelli. Il achève ce Giro à la 14e place.

### 2003-2004: Telekom puis T-Mobile

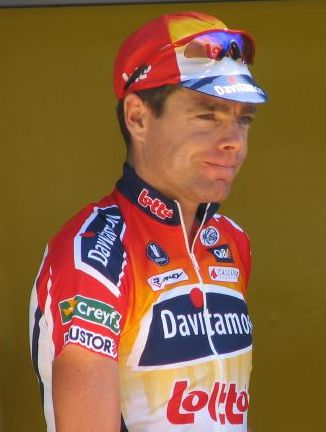
Cadel Evans en 2006.

En août 2002, Cadel Evans s'engage pour les saisons 2003 et 2004 avec l'équipe allemande Telekom. Comme avec la formation Mapei-Quick Step, il dispute sa première compétition sous le maillot magenta au Tour Down Under, où il prend la dixième place. Cette saison s'avèrera des plus difficiles pour lui. Il se fracture la clavicule gauche à trois reprises. La première blessure intervient en avril sur l'Amstel Gold Race et le prive de Liège-Bastogne-Liège. Une nouvelle chute fin mai au Rund um die Hainleite l'empêche de disputer son premier Tour de France. Il reprend la compétition à la fin du mois de juillet au Tour de Saxe. Le mois suivant, il prend le départ du Tour d'Espagne. Il y contracte sa troisième fracture de la clavicule sur une chute dès la troisième étape, qui met fin à sa saison.
En 2004, malgré une victoire au Tour d'Autriche en juin, il n'est pas retenu par l'équipe T-Mobile pour disputer le Tour de France. Il n'est pas non plus sélectionné en équipe nationale pour les Jeux olympiques d'Athènes.

### 2005-2006: Davitamon-Lotto
L'équipe belge Davitamon-Lotto l'engage en 2005. Evans obtient en début de saison de bonnes places d'honneur sur les classiques ardennaises, et surtout sur les courses par étapes comme Paris-Nice (8e), le Tour de Suisse (15e) ou plus tard le Tour d'Allemagne (5e) durant lequel il remporte une étape au sommet du Feldberg. Surtout, pour sa première participation au Tour de France, il fait preuve de régularité dans les étapes de montagne et les contre-la-montre, et termine 8e à Paris, « succédant » à Phil Anderson, dernier Australien ayant réalisé un Top 10 sur le Tour de France, ceci au sein d'une équipe essentiellement taillée pour aider le sprinter australien Robbie McEwen. Au vu du passif en matière de dopage des coureurs le précédant au classement général final, Lance Armstrong étant déchu de sa première place en 2012, le journaliste Hervé Marchon de Libération présente Evans comme le vainqueur potentiel de ce Tour 2005.
En 2006, Evans remporte sa première grande victoire : le Tour de Romandie. Alors qu'Alberto Contador était leader du classement général, il remporte la dernière étape courue contre-la-montre et s'empare de la 1re place. Il améliore sa place au Tour de France en se classant 4e. Il finit également 2e du Tour de Pologne.

### 2007:2edu Tour de France et victoire au classement UCI ProTour

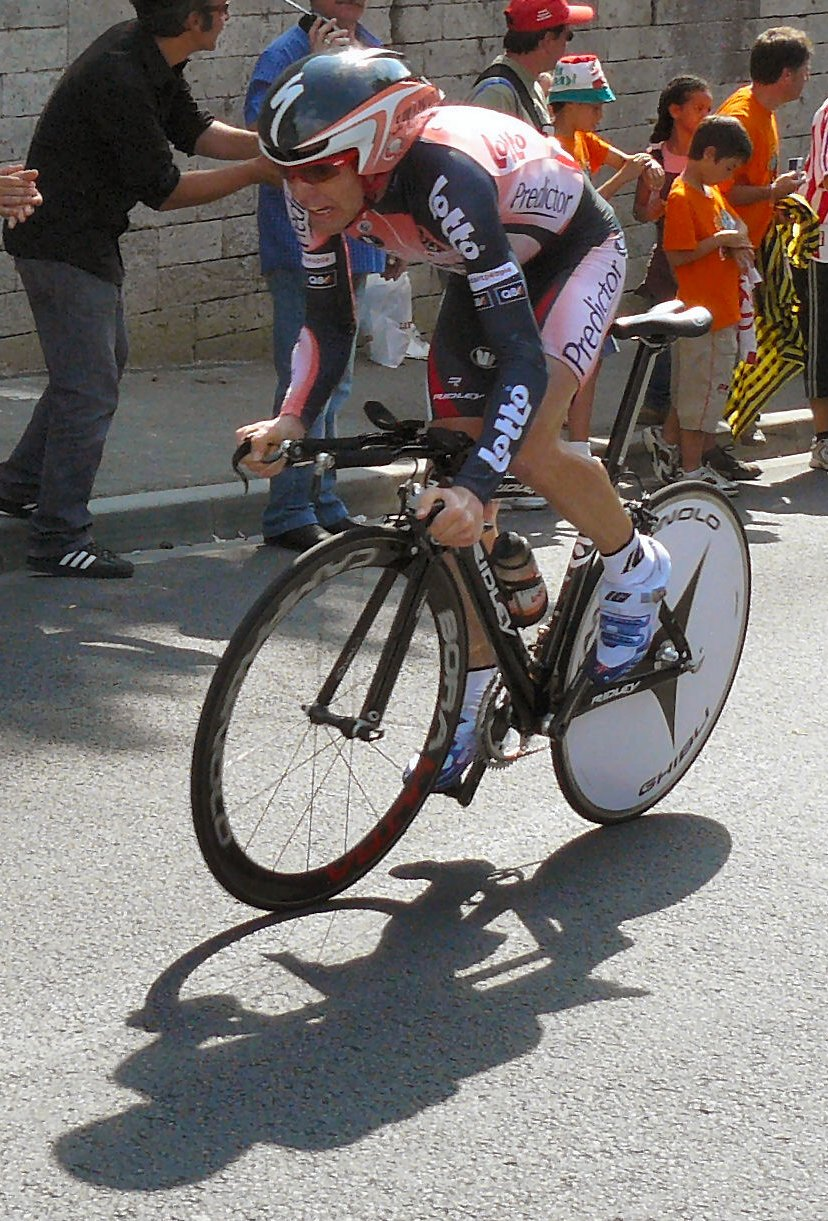
Lors de la 19e étape du Tour de France 2007.

Leader de son équipe, devenue Predictor-Lotto, pour les courses par étapes, Cadel Evans commence l'année 2007 par des courses par étapes qu'il a déjà disputées les années précédentes (Paris-Nice, Tour du Pays basque, Tour de Romandie) et s'y montre à son avantage. En juin, il se place 2e du Critérium du Dauphiné libéré, à seulement 14 secondes de Christophe Moreau. Annoncé comme l'un des favoris du Tour de France, il termine deuxième du contre-la-montre de la 13e étape, derrière Alexandre Vinokourov qui sera, quelques jours plus tard, convaincu de dopage. Régulier sur les étapes de montagne, il est une nouvelle fois second, cette fois derrière Levi Leipheimer, lors du deuxième contre-la-montre, à la veille de l'arrivée aux Champs-Élysées. Cette performance lui permet de conserver sa deuxième place sur le podium final, à seulement 23 secondes du vainqueur Alberto Contador.
En septembre, il participe au Tour d'Espagne. Moins à son aise que sur le Tour de France, il est néanmoins 2e d'étape à Arcalis dans les Pyrénées, battu au sprint par le vainqueur Denis Menchov, puis à Avila, battant cette fois les favoris au sprint. Il termine l'épreuve à la 4e place du classement général, à 10 secondes d'une place sur le podium. Les nombreuses places d'honneurs glanées durant la saison, ainsi que l'éviction de Danilo Di Luca à la suite de sa suspension, lui permettent de succéder à Alejandro Valverde en remportant le ProTour 2007.

### 2008:2edu Tour de France pour la seconde fois
En 2008, il réalise un très bon début de saison avec ses deuxièmes places au Tour du Pays basque et à la Flèche wallonne et sa victoire sur le Mont Ventoux sur Paris-Nice.
Cadel Evans porte lors du Tour de France, un T-shirt avec le drapeau du Tibet en soutien pour la liberté au Tibet,. Il termine l'épreuve à la deuxième place à 58 secondes du vainqueur, l'Espagnol Carlos Sastre. Durant la course, il porte pour la première fois de sa carrière et pendant cinq jours le maillot jaune, malgré une chute lors de la 9e étape qui le handicape à l'épaule. Lors de la fête d'après course, il glisse en dansant et se tord le genou, entrainant une rupture du ligament croisé antérieur. Il annonce alors son forfait pour le contre-la-montre de Jeux olympiques de Pékin qui ont lieu une semaine après et laisse sa place à Michael Rogers. Finalement  après la décision de l'Union cycliste internationale de lui octroyer une wild-card, il tient sa place après avoir reçu des soins intensifs pour son genou douloureux,. Il termine 14e de la course en ligne et 5e du contre-la-montre.

### 2009: champion du monde à Mendrisio
Comme chaque année, le Tour est l'objectif principal de la saison pour le cycliste australien. Au mois d'avril, il réussit plusieurs performances lors de la Flèche wallonne (5e), du Tour du Pays basque (3e) et du Tour de Romandie (7e). Puis il monte progressivement en puissance avant le mois de juillet et remporte notamment une victoire lors de la 1re étape du Dauphiné libéré, épreuve qu'il conclut par une encourageante 2e place au général. Peu avant le Tour, il perd cependant celui qui devait être son principal lieutenant pour le mener jusqu'à la victoire, Thomas Dekker, suspendu après un contrôle positif à l'EPO.
Des tensions avec son équipe Silence-Lotto apparaissent pendant le Tour de France sur les ambitions respectives de l'équipe et du coureur. L'édition du Tour 2009 est un échec pour Evans, qui termine la course à la 30e place. Déçu de sa prestation, il désire se rattraper sur la Vuelta. Il se classe troisième de cette Vuelta à 1 minute et 32 secondes du vainqueur Alejandro Valverde. Il n'a pas atteint son objectif initial de remporter la course, et s'avoue déçu d'avoir perdu plus d'une minute lors de la treizième étape à cause d'une crevaison, mais se dit satisfait de sa performance.
Le 27 septembre 2009, il remporte en solitaire la course en ligne des championnats du monde à Mendrisio après avoir distancé Alexandr Kolobnev et Joaquim Rodríguez. Ce championnat se déroule près de Stabio, son lieu de résidence. Il rapporte pour la première fois à l'Australie le maillot arc-en-ciel, sauvant ainsi une saison marquée par la grande déception du Tour de France.
Le 31 octobre 2009, Evans annonce qu'il met fin à sa collaboration avec l'équipe belge Silence-Lotto. Il explique qu'il souhaite « se tourner vers de nouveaux défis »,. Le lendemain, il s'engage pour trois ans avec l'équipe BMC Racing. Il est élu coureur australien de l'année par la fédération australienne de cyclisme, le 22 novembre. En mars 2010, il reçoit le Mendrisio d'or 2009.

### 2010: début de l'aventure BMC

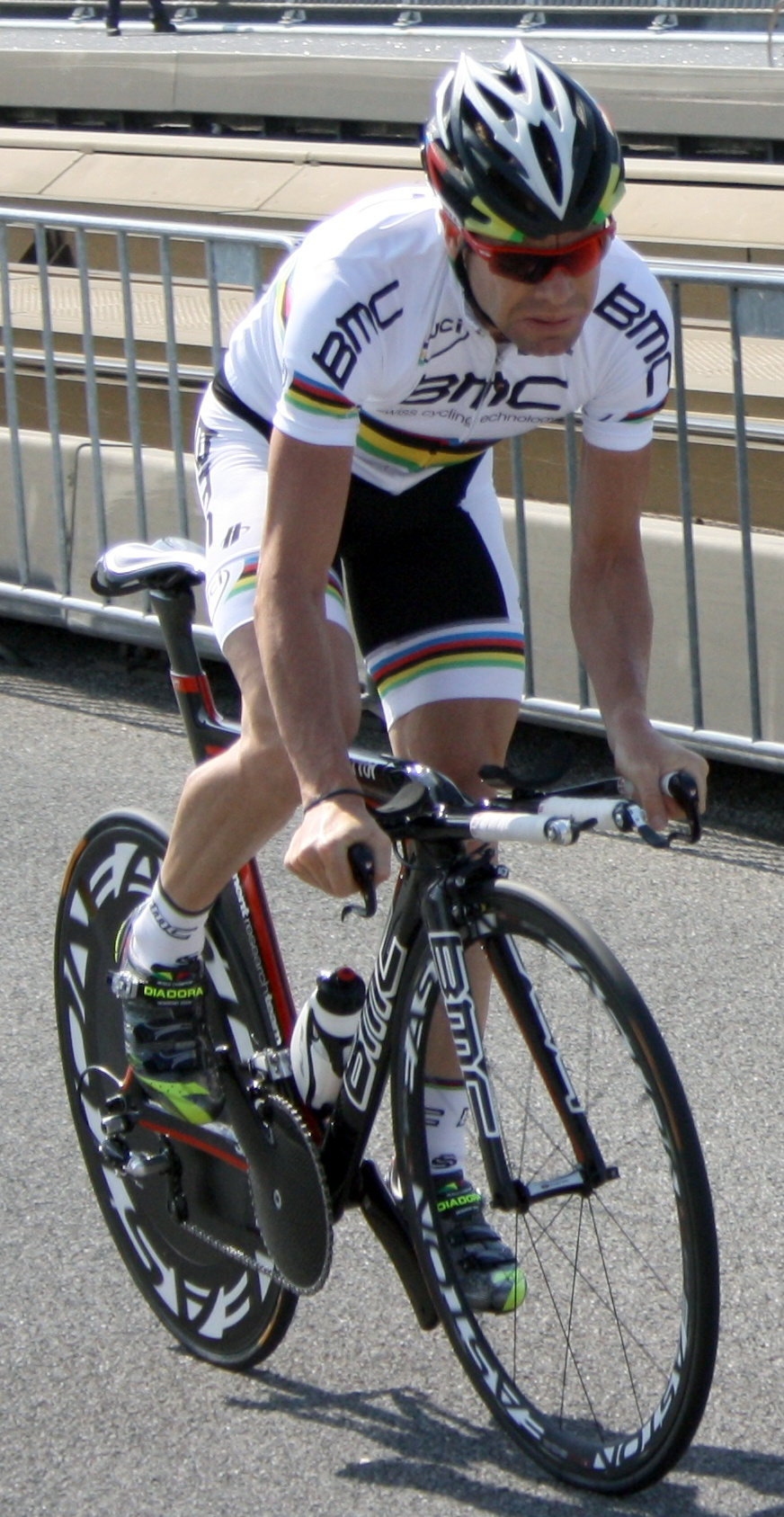
Cadel Evans en 2010.

Il commence la saison 2010 en prenant la sixième place du Tour Down Under. Le 21 avril, il remporte la Flèche wallonne au sommet du Mur de Huy devant Joaquim Rodríguez et Alberto Contador. Il s'agit de sa première victoire avec le maillot de champion du monde. Il prend ensuite la quatrième place de Liège-Bastogne-Liège, dans un groupe de contre-attaquants. Il s'aligne au départ du Tour d'Italie avec le statut de grand favori. Il remporte dans des conditions pluvieuses la septième étape entre Carrara et Montalcino. Cette épreuve comporte des chemins de terre empruntés par la Strade Bianche. Les conditions météos pluvieuses rendent les conditions des routes de terre ardues et Evans s'impose dans le sprint du petit groupe de tête. Les coureurs sont difficiles à identifier tant ils sont recouverts de boue. Il termine finalement cinquième du classement général et remporte par la même occasion le classement par points.
En juillet, il fait partie des favoris du Tour de France. Lors de la troisième étape qui emprunte des secteurs pavés, il termine dans le groupe de tête ce qui lui permet de pointer alors à la troisième place du classement général. La première étape des Alpes lui permet de gagner une place au classement général, devancé uniquement par Sylvain Chavanel. Le lendemain, il prend le maillot jaune lors de la montée d'Avoriaz malgré une chute en début d'étape. Dans la neuvième étape reliant Morzine-Avoriaz à Saint-Jean-de-Maurienne, la vitesse imprimée par la formation Astana dans le col de la Madeleine lui fait perdre pied. Il perd rapidement du terrain et finit l'étape à 8 minutes du vainqueur, laissant son maillot jaune de leader à Andy Schleck. Le patron de l'équipe BMC Racing révèle après la course que la chute de l'Australien dans l'étape précédente lui a causé un trait de fracture au coude gauche. N'ayant plus rien à disputer sur la Grande Boucle, Evans termine néanmoins le Tour. Il finit à la vingt-sixième place à près d'une heure du vainqueur, Andy Schleck. Au Grand Prix de Wallonie, il termine à la troisième place. Il termine à la quatrième place du classement mondial UCI.

### 2011: victoire au Tour de France

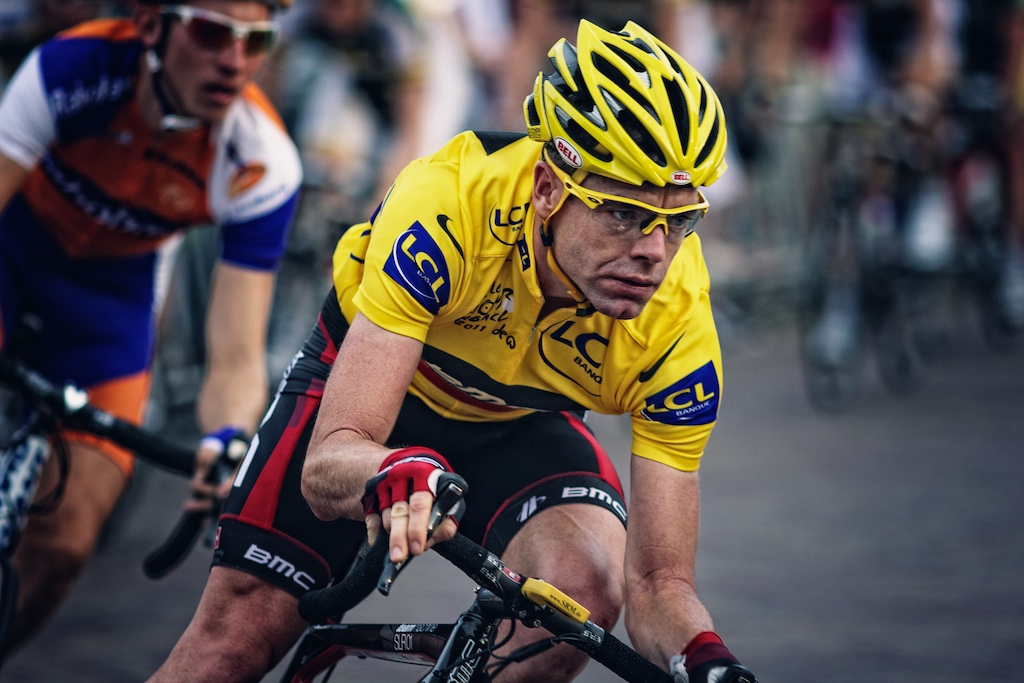
Cadel Evans remporte en 2011 le Tour de France.

Evans décide d'axer sa saison 2011 sur le Tour de France. Il remporte en mars la sixième étape puis le classement général de Tirreno-Adriatico. Il termine ensuite à la septième place du classement général du Tour de Catalogne, remporté par Michele Scarponi,. En avril, il fait l'impasse sur les classiques ardennaises à cause d'une douleur au genou survenue à la suite d'une chute lors d'un entraînement en Suisse. Effectuant son retour lors du Tour de Romandie, il figure à plusieurs reprises dans les dix premiers et prend la tête du classement général à l'issue du contre-la-montre de l'avant-dernière étape. Le lendemain, il remporte la course pour la deuxième fois après 2006.
À partir du 5 juin, il participe au Critérium du Dauphiné pour préparer le Tour de France. Il termine l'épreuve à la deuxième place derrière Bradley Wiggins.
Lors du Tour de France au mois de juillet, il réalise un excellent départ de l'épreuve avec notamment une deuxième place lors de la première étape ainsi qu'au contre-la-montre par équipe et remporte la quatrième étape. Dans les Pyrénées (12e étape arrivée à Luz-Ardiden, 14e étape arrivée au Plateau de Beille), les favoris s'observent et se livrent une lutte très tactique. Cadel Evans y fait jeu égal avec les meilleurs grimpeurs. Lors de la 16e étape, dans le col de Manse, il est le seul avec Samuel Sánchez capable de suivre Alberto Contador, auquel il reprend 3 secondes dans la descente. Dans la 18e étape, il emmène seul le groupe des poursuivants dans le col du Galibier et réussit à limiter les écarts face à Andy Schleck qui remporte l'étape au terme d'une longue échappée. Le lendemain, il parvient à rester dans la roue de ce dernier dans la montée de l'Alpe d'Huez. À l'issue de cette dernière étape de montagne, il accuse un retard de 57 secondes sur le leader du classement général, Andy Schleck. Le tour se jouera donc dans l'épreuve chronométrée dont Cadel Evans est un des meilleurs spécialistes. La veille de l'arrivée aux Champs-Élysées, le samedi 23 juillet, il obtient la seconde place du contre-la-montre de Grenoble long de 43 km derrière Tony Martin et s'empare du maillot jaune d'Andy Schleck. Il remporte ainsi le Tour de France 2011 en devançant d'une minute et 34 secondes son dauphin, Andy Schleck.
Cadel Evans devient le premier Australien à remporter le Tour mais également, à l'âge de 34 ans, 5 mois et 10 jours, le troisième vainqueur le plus âgé depuis la création de l'épreuve en 1903 (derrière Firmin Lambot en 1922 et Gino Bartali en 1948). Il est également le premier non-Européen à remporter l'épreuve depuis la dernière victoire de l'Américain Greg LeMond au Tour de France 1990, les victoires des Américains Lance Armstrong (1999-2005) et Floyd Landis (2006) ayant été annulées pour dopage.

### 2012: défaite sur le Tour de France
En mars, Cadel Evans s'impose au Critérium international, dont il remporte une étape. En juin, il gagne la première étape du Critérium du Dauphiné, devant ses deux compagnons d'échappée Jérôme Coppel et Andrey Kashechkin.
Il tente par la suite de défendre son titre sur le Tour de France mais sans succès, finissant à la septième place de la Grande Boucle. Il perd du temps face au futur gagnant Bradley Wiggins dans les étapes de haute montagnes et dans les deux contre-la-montre individuels. Evans évoque des problèmes d'estomac pour expliquer certaines baisses d'énergie.
Présent aux Jeux olympiques sur la course en ligne, Evans y termine en 80e position avant d'être forfait pour le contre-la-montre. Il participe à la fin du mois d'août au Tour du Colorado qu'il doit abandonner en raison d'une douleur au genou droit. Il décide de ne pas participer au Grand Prix cycliste de Montréal et stoppe sa saison au début du mois de septembre.

### 2013: troisième du Tour d'Italie
Longtemps poursuivant direct de Vincenzo Nibali au classement général du Tour d'Italie, il est nettement battu par celui-ci lors du dernier contre-la-montre en côte à Polsa. Il perd sa deuxième place lors de la dernière étape de montagne arrivant en altitude sous les cimes du Lavaredo, sous des averses de neige. Il termine tout de même sur le podium de ce Tour d'Italie. Il est le leader de sa formation BMC Racing sur le Tour de France 2013, aux dépens de son jeune coéquipier Tejay van Garderen. Cadel est en perdition dans les Alpes, où il se fait décramponner trop rapidement dès l'ascension de l'Alpe d'Huez. Cadel Evans doit attendre septembre pour remporter sa première victoire en 2013, une étape du Tour d'Alberta.

### De janvier 2014 à la fin de carrière en février 2015
En 2014, Cadel Evans commence la saison en participant pour la première fois depuis neuf ans aux championnats d'Australie sur route. Il en prend la deuxième place, battu au sprint par Simon Gerrans,. Il dispute ensuite le Tour Down Under. Leader du classement général pendant deux jours à la suite de sa victoire lors de la troisième étape, il finit deuxième, à une seconde de Simon Gerrans. Il termine ensuite septième des Strade Bianche, ainsi que septième du Tour du Pays basque. Fin avril, il prend part au tour du Trentin pour finaliser sa préparation en vue du Tour d'Italie. Il remporte le classement général ainsi que les première (contre-la-montre par équipes) et troisième étapes.
Il se classe également huitième du Tour d'Italie. Il porte le maillot rose de leader pendant quatre jours mais finit mal la troisième semaine.
À partir de 2015, une nouvelle épreuve, portant son nom, est créée en Australie. La Cadel Evans Great Ocean Road est classée 1.1 à l'UCI Oceania Tour.
Il prend ensuite part au Tour de l'Utah ou il finit 6e au classement général derrière le vainqueur Tom Danielson, mais remporte la sixième étape dans laquelle il était dans l'échappée matinale au côté de trois de ses coéquipiers et remporte la septième et dernière étape au sprint devant les leaders du classement général.
Il est sélectionné pour la course en ligne des championnats du monde 2014.
Le 25 septembre 2014, Cadel Evans annonce qu’il prend sa retraite le 1er février 2015, après le Tour Down Under 2015 et la première édition du Cadel Evans Great Ocean. Il termine troisième du classement général du Tour Down Under, derrière ses compatriotes Rohan Dennis et Richie Porte et se classe ensuite 5e de la Cadel Evans Great Ocean Road Race, la dernière course de sa carrière, remportée par le Belge Gianni Meersman.

## Style et caractéristiques
Cadel Evans est un coureur considéré principalement comme grimpeur et est également à l'aise en contre-la-montre. Pendant ses premières années de course sur route, il lui est reproché dans les ascensions d'être un « suiveur », ce qui est mis en parallèle avec l'obtention de sa part de nombreuses places d'honneur, mais pas de victoires dans les principales courses du calendrier. Sa victoire lors des championnats du monde sur route 2009, où il lance une attaque victorieuse dans les derniers kilomètres, ainsi que son engagement dans l'équipe BMC Racing l'année suivante font atténuer ces critiques. Les années où son attitude est critiquée sont également celles marquées par les cas de dopage de protagonistes des courses par étapes, tels Lance Armstrong et son équipe, ou Alberto Contador. De son côté, Evans n'est l'objet ou n'est impliqué dans aucune affaire. Il doit cependant s'expliquer devant les médias en 2012 de ses liens avec le médecin italien Michele Ferrari, impliqué dans plusieurs affaires de dopage.

## Palmarès, résultats et distinctions

### Palmarès

#### Route
| - 1995 - 3e du championnat du monde du contre-la-montre juniors - 1997 - Gara Ciclistica Montappone - 2e du Giro del Casentino - 1998 - Tour de Tasmanie : - Classement général - 6e étape - 2e de la Redlands Classic - 2e du Giro del Casentino - 9e du championnat du monde du contre-la-montre espoirs - 1999 - Tour de Tasmanie : - Classement général - 3e étape - 3e étape du Transalsace International - 2e du Transalsace International - 2001 - À travers Lausanne - Tour d'Autriche : - Classement général - 4e étape - Classement général du Brixia Tour - 2e de la Japan Cup - 2002 - 5e étape du Tour Down Under - 4e étape de l'Uniqa Classic - Médaillé d'or du contre-la-montre aux Jeux du Commonwealth - 2e de la course en ligne des Jeux du Commonwealth - 3e du Tour de Romandie - 3e de la Semaine internationale Coppi et Bartali - 6e du Tour du Pays basque - 10e de Paris-Nice - 2004 - Tour d'Autriche : - Classement général - 2e étape - 3e du Tour de Murcie - 4e du Tour de Lombardie - 2005 - 7e étape du Tour d'Allemagne - 5e de Liège-Bastogne-Liège - 5e du Tour d'Allemagne - 8e de Paris-Nice - 8e du Tour de France - 9e de la Flèche wallonne - 2006 - Tour de Romandie : - Classement général - 5e étape - 2e du Tour de Pologne - 4e du Tour de France - 8e du Tour du Pays basque - 10e du Tour de Suisse - 2007 - Vainqueur du classement ProTour - 13e étape du Tour de France - Contre-la-montre de la course test des Jeux olympiques de Pékin - 2e du Critérium du Dauphiné libéré - 2e du Tour de France - 4e du Tour de Romandie - 4e du Tour d'Espagne - 5e du championnat du monde sur route - 6e du Tour de Lombardie - 7e de Paris-Nice - 2008 - 2e étape du Tour d'Andalousie - 4e étape de Paris-Nice - Semaine internationale Coppi et Bartali : - Classement général - 3e étape - 2e du Tour du Pays basque - 2e de la Flèche wallonne - 2e du Critérium du Dauphiné libéré - 2e du Tour de France - 3e du Tour d'Andalousie - 5e du contre-la-montre des Jeux olympiques - 7e de Liège-Bastogne-Liège | - 2009 - Champion du monde sur route - 5e étape de la Semaine internationale Coppi et Bartali - 1re étape du Critérium du Dauphiné libéré - 2e du Critérium du Dauphiné libéré - 2e de la Semaine internationale Coppi et Bartali - 3e du Tour du Pays basque - 3e du Tour d'Espagne - 5e de la Flèche wallonne - 7e du Tour de Romandie - 10e du Tour de Lombardie - 2010 - Flèche wallonne - Tour d'Italie : - Classement par points - Classement Azzurri d'Italia - 7e étape - 3e de Tirreno-Adriatico - 3e du Grand Prix de Wallonie - 4e de Liège-Bastogne-Liège - 5e du Tour d'Italie - 6e du Tour Down Under - 2011 - Tirreno-Adriatico : - Classement général - 6e étape - Classement général du Tour de Romandie - Tour de France : - Classement général - 4e étape - 2e du Critérium du Dauphiné - 7e du Tour de Catalogne, - 2012 - Critérium international : - Classement général - 2e étape - 1re étape du Critérium du Dauphiné - 3e du Critérium du Dauphiné - 7e du Tour de France - 2013 - 4e étape du Tour d'Alberta - 3e du Tour d'Oman - 3e du Tour d'Italie - 2014 - 3e étape du Tour Down Under - Tour du Trentin : - Classement général - 1re (contre-la-montre par équipes) et 3e étapes - 6e et 7e étapes du Tour de l'Utah - 2e du championnat d'Australie sur route - 2e du Tour Down Under - 7e du Tour du Pays basque - 8e du Tour d'Italie - 2015 - 3e du Tour Down Under |

#### VTT
- Championnats du monde de cross-country 
  -  2e en 1994 (catégorie junior)
  -  3e en 1995 (catégorie junior)
  -  3e en 1996 (catégorie espoir)
  -  2e en 1997 (catégorie espoir)
  -  2e en 1999 (catégorie espoir)
  -  2e en 2001 (relais par équipe)
- Coupe du monde de cross-country (2)
  - 3e en 1997 (2 manches : Wellington et Vail)
  - 1er en 1998 (3 manches : Silves, Plymouth et Canmore)
  - 1er en 1999 (1 manche : Madrid)
  - 7e en 2000 (2 manches : Mont Sainte-Anne et Canmore)
- Jeux Olympiques
  - 9e de l'épreuve de VTT en 1996
  - 7e de l'épreuve de VTT en 2000
- Championnats d’Australie de cross-country (4)
  -  Champion d'Australie de cross-country cadets : 1993
  -  Champion d'Australie de cross-country juniors : 1994
  -  Champion d'Australie de cross-country : 1996 et 1997

### Principales classiques et championnats du monde
Le tableau suivant présente les résultats de Cadel Evans lors des classiques de l'ancienne Coupe du monde et de l'UCI World Tour (ex-ProTour), ainsi qu'aux championnats du monde et les Jeux olympiques qui se déroulent tous les quatre ans.
| Année | Amstel Gold Race | Flèche wallonne | Liège- Bastogne-Liège | Tour de Lombardie | Championnats du monde | JO-CLM | JO-Course en ligne |
| ----- | ---------------- | --------------- | --------------------- | ----------------- | --------------------- | ------ | ------------------ |
| 2002  | -                | 74e             | 37e                   | -                 | -                     |        |                    |
| 2003  | Abandon          | -               | -                     | -                 | -                     |        |                    |
| 2004  | -                | -               | -                     | 4e                | Abandon               | -      | -                  |
| 2005  | -                | 9e              | 5e                    | Abandon           | Abandon               |        |                    |
| 2006  | -                | 122e            | 80e                   | 55e               | 40e                   |        |                    |
| 2007  | -                | 29e             | 36e                   | 6e                | 5e                    |        |                    |
| 2008  | -                | 2e              | 7e                    | 26e               | -                     | 5e     | 15e                |
| 2009  | 67e              | 5e              | 16e                   | 10e               | Vainqueur             |        |                    |
| 2010  | 13e              | Vainqueur       | 4e                    | Abandon           | 17e                   |        |                    |
| 2011  | -                | -               | -                     | -                 | -                     |        |                    |
| 2012  | Abandon          | -               | -                     | -                 | -                     | -      | 17e                |
| 2013  | -                | -               | -                     | -                 | Abandon               |        |                    |
| 2014  | -                | -               | -                     | 25e               | Abandon               |        |                    |

### Résultats sur les grands tours

#### Tour de France
9 participations
- 2005 : 8e
- 2006 : 4e[n 4]
- 2007 : 2e, vainqueur de la 13e étape[n 3]
- 2008 : 2e,  maillot jaune pendant 5 jours
- 2009 : 30e
- 2010 : 26e,  maillot jaune pendant 1 jour
- 2011 :  Vainqueur du classement général, vainqueur de la 4e étape,  maillot jaune pendant 2 jours
- 2012 : 7e
- 2013 : 39e

#### Tour d'Italie
4 participations
- 2002 : 14e,  maillot rose pendant 1 jour
- 2010 : 5e,  vainqueur du classement par points, vainqueur de la 7e étape,  maillot rose pendant 1 jour
- 2013 : 3e
- 2014 : 8e,  maillot rose pendant 4 jours

#### Tour d'Espagne
5 participations
- 2003 : abandon (4e étape)
- 2004 : 60e
- 2007 : 4e
- 2009 : 3e,  maillot or pendant 1 jour
- 2014 : 52e

### Classements mondiaux
Jusqu'en 2004, le classement UCI concerne tous les coureurs ayant obtenu des points lors de courses du calendrier international de l'Union cycliste internationale (324 courses en 2004). En 2005, l'UCI ProTour et les circuits continentaux sont créés, ayant chacun leur classement. De 2005 à 2008, le classement de l'UCI ProTour classe les coureurs membres d'équipes ProTour en fonction des points qu'ils ont obtenus lors des courses du calendrier UCI ProTour, soit 28 courses en 2005, 27 en 2006, 26 en 2007. En 2008, le calendrier du ProTour est réduit à 15 courses en raison du conflit entre l'UCI et les organisateurs de plusieurs courses majeures. Les trois grands tours, Paris-Roubaix, la Flèche wallonne, Liège-Bastogne-Liège, le Tour de Lombardie, Tirreno-Adriatico et Paris-Nice ne sont donc pas pris en compte dans le classement ProTour 2008. En 2009 et 2010, un « classement mondial UCI » remplace le classement ProTour. Il prend en compte les points inscrits lors des courses ProTour et des courses qui n'en font plus partie, regroupées dans un « calendrier historique », soit au total 24 courses en 2009 et 26 en 2010. Ce nouveau classement prend en compte les coureurs des équipes continentales professionnelles. En 2011, l'UCI ProTour devient l'UCI World Tour et reprend dans son calendrier les courses qui l'avaient quitté en 2008. Il comprend 27 courses en 2011.
Cadel Evans apparaît pour la première fois au classement UCI en 1998. Il occupe la première place du classement UCI à la fin de l'année 2007 et figure parmi les dix premiers de 2006 à 2011.
| Année                  | 1998 | 1999 | 2000   | 2001 | 2002 | 2003 | 2004 | 2005 | 2006 | 2007 | 2008 | 2009 | 2010 | 2011 | 2012 | 2013 | 2014 | 2015 |
| ---------------------- | ---- | ---- | ------ | ---- | ---- | ---- | ---- | ---- | ---- | ---- | ---- | ---- | ---- | ---- | ---- | ---- | ---- | ---- |
| Classement UCI         | 694e | 689e | 1 028e | 102e | 31e  | 527e | 86e  |      |      |      |      |      |      |      |      |      |      |      |
| Classement ProTour     |      |      |        |      |      |      |      | 17e  | 4e   | 1er  | 6e   |      |      |      |      |      |      |      |
| Calendrier mondial UCI |      |      |        |      |      |      |      |      |      |      |      | 5e   | 4e   |      |      |      |      |      |
| UCI World Tour         |      |      |        |      |      |      |      |      |      |      |      |      |      | 2e   | 24e  | 50e  | 28e  | 57e  |

### Récompenses
- VTTiste australien de l'année en 1997, 1998, 1999[67]
- Cycliste sur route australien de l'année en 2006, 2007, 2008, 2009, 2010, 2011[67]
- Sir Hubert Opperman Trophy - cycliste australien de l'année en 2006, 2007, 2009 et 2011[68]
- Mendrisio d'or : 2009
- Prix Franco Ballerini : 2011